# 永平 (北魏)
永平（えいへい）は、南北朝時代の北魏において、宣武帝の治世に使用された元号。508年8月-512年4月。

## 西暦・干支との対照表
| 永平 | 元年  | 2年   | 3年   | 4年   | 5年   |
| 西暦 | 508年 | 509年 | 510年 | 511年 | 512年 |
| 干支 | 戊子  | 己丑  | 庚寅  | 辛卯  | 壬辰  |